# Ричмонд (Массачусетс)
Ричмонд (англ. Richmond) — місто (англ. town) в США, в окрузі Беркшир штату Массачусетс. Населення — 1407 осіб (2020).

## Демографія
Згідно з переписом 2010 року, у місті мешкало 1475 осіб у 657 домогосподарствах у складі 449 родин. Було 902 помешкання
Расовий склад населення:
| - 97,6 % — білих - 0,6 % — азіатів - 0,3 % — корінних американців - 0,3 % — чорних або афроамериканців |

До двох чи більше рас належало 0,8 %. Частка іспаномовних становила 1,5 % від усіх жителів.
За віковим діапазоном населення розподілялося таким чином: 16,5 % — особи молодші 18 років, 60,6 % — особи у віці 18—64 років, 22,9 % — особи у віці 65 років та старші. Медіана віку мешканця становила 52,4 року. На 100 осіб жіночої статі у місті припадало 94,1 чоловіків;  на 100 жінок у віці від 18 років та старших — 97,0 чоловіків також старших 18 років.
Середній дохід на одне домашнє господарство  становив 143 778 доларів США (медіана — 97 917), а середній дохід на одну сім'ю — 169 462 долари (медіана — 118 021). Медіана доходів становила 75 714 долари для чоловіків та 58 611 долар для жінок. За межею бідності перебувало 5,1 % осіб, у тому числі 4,0 % дітей у віці до 18 років та 0,6 % осіб у віці 65 років та старших.
Цивільне працевлаштоване населення становило 792 особи. Основні галузі зайнятості: освіта, охорона здоров'я та соціальна допомога — 33,1 %, фінанси, страхування та нерухомість — 13,1 %, науковці, спеціалісти, менеджери — 12,9 %.